# Arthur Blake (Mittelstreckenläufer)
Arthur Blake (Arthur Charles „Skip“ Blake; * 26. Januar 1872 in Boston; † 23. Oktober 1944 ebenda) war ein Teilnehmer der ersten Olympischen Sommerspiele 1896 in Athen.

## Leben
Der US-amerikanische Student an der Harvard University reiste mit einer Bestzeit im Meilenlauf von 4:39,8 min an, die er 1895 in der Halle aufgestellt hatte. Bei den Olympischen Spielen belegte über 1500 Meter den zweiten Platz in 4:34,0 min. Der Mittelstreckenläufer Blake nahm ebenfalls, als einziger Amerikaner, am Marathonlauf teil, bei dem er jedoch vor dem Ziel ausstieg (ca. 23–30 km; unterschiedliche Angaben).